# José Carmelo Martínez Lázaro

Bischofswappen

José Carmelo Martínez Lázaro OAR (* 21. August 1954 in Luezas, La Rioja) ist ein spanischer Ordensgeistlicher und emeritierter römisch-katholischer Bischof von Cajamarca in Peru.

## Leben
José Carmelo Martínez Lázaro trat der Ordensgemeinschaft der Augustiner-Rekollekten bei und empfing am 19. Juli 1980 die Priesterweihe. Sein Orden entsandte ihn in die Mission in Peru. Dort war er unter anderem Pfarrer der Kathedralpfarrei in Chota.
Papst Johannes Paul II. ernannte ihn am 27. März 2002 zum Prälaten von Chota. Der Bischof von Chachapoyas, Emiliano Antonio Cisneros Martínez OAR, spendete ihm am 5. Mai desselben Jahres die Bischofsweihe; Mitkonsekratoren waren Erzbischof Rino Passigato, Apostolischer Nuntius in Peru, und Ángel Francisco Simón Piorno, Bischof von Cajamarca.
Am 12. Oktober 2004 wurde er zum Bischof von Cajamarca ernannt und am 19. Dezember desselben Jahres in das Amt eingeführt.
Seit Juni 2019 nahm Bischof Martínez ein Sabbatjahr, das über das vorgesehene Jahr hinaus mehrfach verlängert wurde. Papst Franziskus ernannte deshalb Bischof Fortunato Pablo Urcey OAR von Chota zum Apostolischen Administrator sede plena des Bistums Cajamarca.
Am 23. Oktober 2021 nahm Papst Franziskus seinen vorzeitigen Rücktritt an.

## Wahlspruch
Als bischöflichen Wahlspruch wählte José Carmelo Martínez eine Selbstaussage Jesu im Johannesevangelium (Joh 14,6 ): Via, Veritas et Vita (lateinisch der Weg, die Wahrheit und das Leben).